# Die Wölfe
Die Wölfe (também conhecida como The Wolves of Berlin) é uma minissérie alemã de 2009 escrita e dirigida por Friedemann Fromm. Retrata a história de gangues de jovens do pós-guerra na então dividida capital da Alemanha. A minissérie foi exibida de 29 de janeiro a 3 de fevereiro de 2009 na ZDF.

## Enredo
A minissérie gira em torno de quatro garotos e duas garotas que fundaram uma gangue conhecida como “Os Lobos” na Berlim do pós-guerra, no verão de 1948.

## Elenco
- Axel Prahl ... Bernd Lehmann
- Barbara Auer ... Lotte
- Matthias Brandt ... Jakob Lehn
- Johanna Gastdorf ... Silke
- Felix Vörtler ... Kurt Ripanski
- Ulrike Krumbiegel ... Mutter Lehmann
- Sven Lehmann ... Vater Lehmann
- Alma Leiberg ... Miriam Lehmann
- Florian David Fitz ... Thomas Feiner
- Mike Maas ... Herr Meinrath

## Prêmios e indicações
| 2009 | Deutscher Fernsehpreis               | Melhor Edição                  | Annemarie Bremer                                        | Venceu |
| 2009 | Deutscher Fernsehpreis               | Melhor Design de Produção      | Frank Godt e Monika Hinz                                | Venceu |
| 2009 | Deutscher Fernsehpreis               | Prêmio Promocional             | Ao elenco do episódio "Nachts kann uns nichts trennen". | Venceu |
| 2009 | Emmy Internacional                   | Melhor Telefilme ou Minissérie | Die Wölfe                                               | Venceu |
| 2009 | Festival de Televisão de Monte Carlo | Melhor Minissérie              | Die Wölfe                                               | Venceu |